# Plainville (Georgia)
Plainville è una città degli Stati Uniti d'America, situata in Georgia, nella Contea di Gordon.